# Pin sạc
| Loại xe                         | Nhiên liệu sử dụng                                               |
| ------------------------------- | ---------------------------------------------------------------- |
| Xe chạy xăng dầu                | Hoàn toàn sử dụng xăng dầu làm nhiên liệu                        |
| Xe điện hybrid                  | Gần như hầu hết sử dụng xăng dầu, nhưng có thể sử dụng thêm điện |
| Xe lai sạc điện                 | Ít sử dụng xăng dầu hơn, bổ sung nguồn chạy điện                 |
| Xe chạy điện pin sạc (BEV, AEV) | Sử dụng hoàn toàn năng lượng điện                                |
| x t s                           |                                                                  |

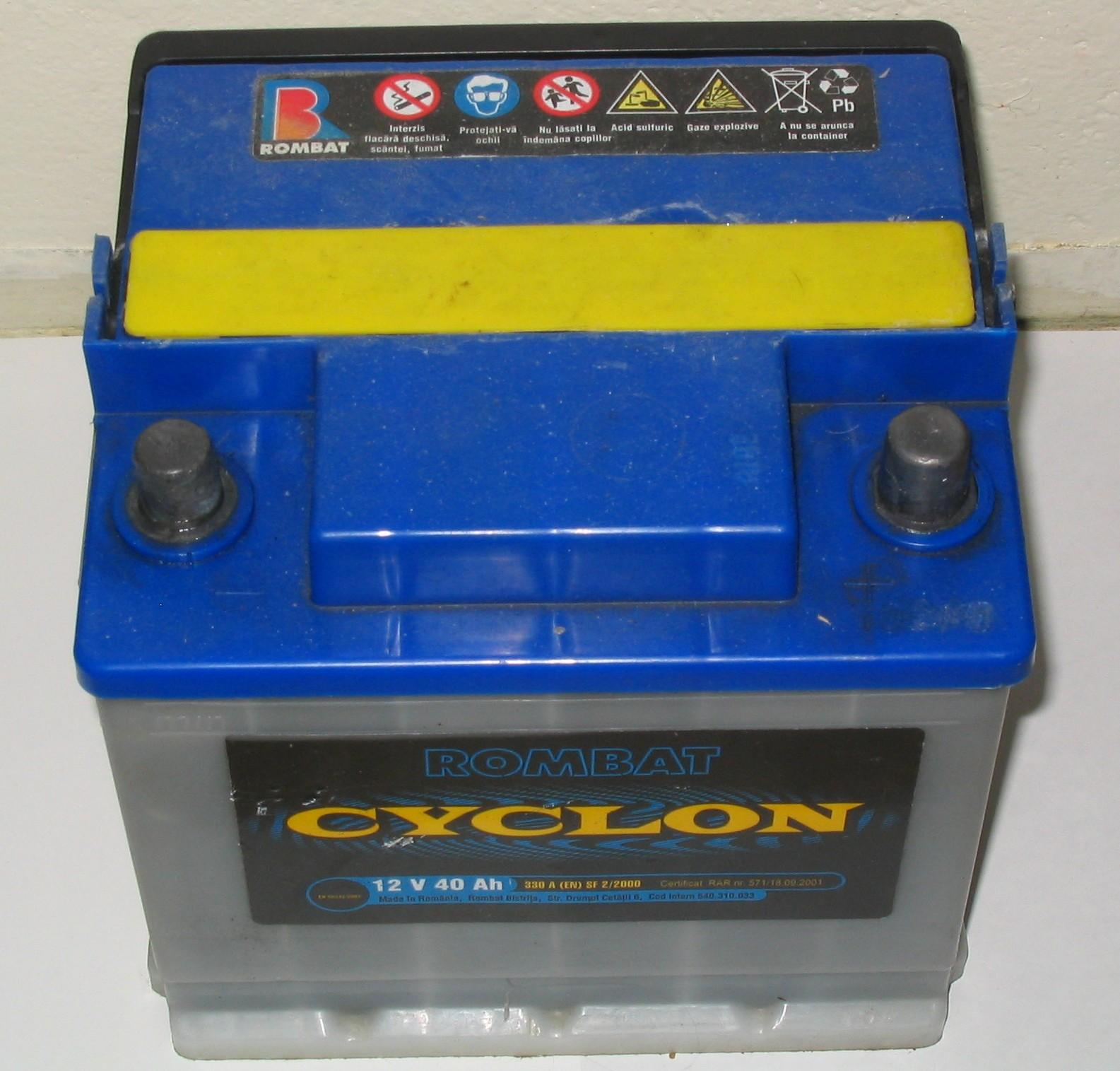
Ắc quy chì

Sơ đồ bình ắc quy

Nguồn điện thứ cấp hay ắc quy (gốc tiếng Pháp accumulateur) hay pin sạc, pin thứ cấp là loại pin có thể tái sử dụng nhiều lần bằng cách cắm điện và đặt vào bộ sạc để sạc lại. Pin sạc hiện nay trên thị trường chủ yếu là ba loại sử dụng các chất hóa học khác nhau gồm: NiCd, NiMH và Lithium.

## Lịch sử

### Ắc quy chì - acid
Gồm có các bản cực bằng chì và chì oxide ngâm trong dung dịch acid sulfuric. Các bản cực thường có cấu trúc phẳng, dẹp, dạng khung lưới, làm bằng hợp kim chì antimon, có nhồi các hạt hóa chất tích cực. Các hóa chất này khi được nạp đầy là dioxide chì ở cực dương, và chì nguyên chất ở cực âm. 
Các bản cực được nối với nhau bằng những thanh chì ở phía trên, bản cực dương nối với bản cực dương, bản cực âm nối với bản cực âm. Chiều dài, chiều ngang, chiều dầy và số lượng các bản cực sẽ xác định dung lượng của bình ắc-quy. Thông thường, các bản cực âm  được đặt ở bên ngoài, do đó số lượng các bản cực âm nhiều hơn bản cực dương. Các bản cực âm ngoài cùng thường mỏng hơn, vì chúng sử dụng diện tích tiếp xúc ít hơn. 
Chất lỏng dùng trong bình ắc quy này là dung dịch acid sunfuaric. Nồng độ của dung dịch biểu trưng bằng tỉ trọng đo được, tuỳ thuộc vào loại bình ắc quy, và tình trạng phóng nạp của bình.
Trị số tỉ trọng của bình ắc quy khi được nạp đầy được quy ra ở 25⁰C (77⁰F) được cho ở bảng sau:
| Loại bình ắc quy                                                                                         | tỉ trọng chất điện phân |
| --- | ----------------------- |
| Bình ắc quy làm việc ở chế độ tải nặng, thí dụ các xe tải điện công nghiệp lớn.                          | 1,275                   |
| Bình ắc quy dùng cho xe ôtô, phi cơ.                                                                     | 1,260                   |
| Bình ắc quy dùng cho tải không nặng lắm: thí dụ như chiếu sáng tàu điện, hoặc khởi động các động cơ lớn… | 1,245                   |
| Bình ắc quy tĩnh, hoặc dùng cho các ứng dụng dự phòng                                                    | 1,215                   |

Dung lượng của bình ắc quy thường được tính bằng ampe giờ (AH). AH đơn giản chỉ là tích số giữa dòng điện phóng với thời gian phóng điện. Dung lượng này thay đổi tuỳ theo nhiều điều kiện như dòng điện phóng, nhiệt độ chất điện phân, tỉ trọng của dung dịch, và điện thế cuối cùng sau khi phóng. Các biến đổi của thông số  của bình ắc-quy được cho trên các biểu đồ sau:

### Ắc quy sắt kền
Còn gọi là bình ắc quy ankalin, gồm các bản cực làm bằng oxy hydrat - kền, và các bản cực âm bằng sắt thuần ngâm trong dung dịch hydroxide kali. Các bản cực thường có cấu trúc phẳng, và dẹp, làm bằng hợp kim thép có mạ kền. Các bản cực được chế tạo có các quai ở trên để có thể dùng bu lông xiết dính lại với nhau, bản cực dương nối với bản cực dương, bản cực âm nối với bản cực âm.
Chiều dài, chiều ngang, chiều dầy, số lượng các bản cực sẽ xác định dung lượng của bình ắc quy. Điện thế danh định của bình là 1,2 vôn. Điện thế thực sự của bình phụ thuộc vào nhiều yếu tố, như đang hở mạch, hay đang phóng, hay được nạp bao nhiêu. Thông thường, Điện thế hở mạch biến thiên từ 1,25 đến 1,35 vôn, tuỳ thuộc vào tình trạng nạp. Chất lỏng trong bình này là dung dịch hydrôxít kali, có pha thêm chất xúc tác tuỳ thuộc vào nhà chế tạo, thường là dioxide lithi.  
Nồng độ của dung dịch, biểu trưng bằng tỉ trọng đo được, không tuỳ thuộc vào loại bình ắc quy, và cũng không tuỳ thuộc vào tình trạng phóng nạp của bình, do nó không tham gia vào phản ứng hóa học. tỉ trọng suy ra ở 25 độ C (77 độ F) từ 1,210 đến 1,215 g/cm³. Trị số này thực tế giảm nhẹ theo thời gian, do dung dịch có khuynh hướng bị cacbônát hoá, do tiếp xúc với không khí. Khi trị số này giảm xuống tới 1,160 g/cm³, nó có thể làm thay đổi dung lưọng của bình, và cần phải thay thế. Tình trạng này có thể xảy ra vài lần trong suốt tuổi thọ của bình. 
Ngoài ra, chỉ có một lý do duy nhất có thể làm thay đổi tỉ trọng của bình, đó là khi bình ắc quy đã phóng quá giới hạn bình thường, nghĩa là tới điện thế gần bằng không. Khi đó, các phần tử lithi chuyển ra dung dịch làm tăng tỉ trọng lên, có thể tăng thêm từ 0,025 đến 0,030 g/cm³. Tác động này có thể loại bỏ khi nạp bình ắc quy trở lại.
Dung lượng của bình, cách tính cũng như bình ắc quy chì - acid, nhưng các thông số và các hệ số hiệu chỉnh cũng khác. Đặc tuyến của bình ắc quy sắt-kền được vẽ ở các hình dưới đây.

## Ứng dụng của ắc quy

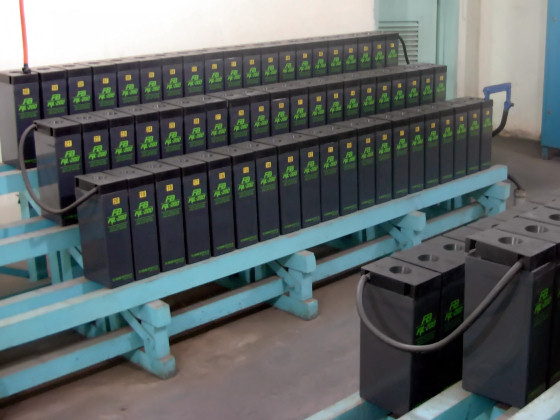
Bình ắc quy điện

## Các phương pháp phóng và nạp

### Nạp ắc quy lần thứ nhất
Ắc quy mới lắp hoặc sau khi sửa chữa thay thế bản cực xong, phải nạp hình thành. Sau khi đã đổ dung dịch vào các bình ắc quy phải để cho ắc quy ổn định  từ 2 đến 4 giờ mới được nạp.
- Chất điện phân đổ vào bình phải có tỉ trọng 1,18  0.05 g/cm³ ở nhiệt độ 20 độ C. Sau khi rót vào thì tỉ trọng chất điện phân có giảm xuống đôi chút. Sau đó vài giờ, tỉ trọng chất điện phân lại bắt đầu tăng lên trở lại. Đó là hiện tượng bình thường.
- Kiểm tra lại việc đấu dây: cực dương của máy nạp phải đấu với cực dương của ắc quy, tương tự, cực âm của máy nạp phải được nối với cực âm của ắc quy.

#### Nạp hình thành ắc quy chì
Việc nạp hình thành ắc quy được tiến hành theo các bước:
1. Nạp liên tục cho đến khi truyền cho ắc quy từ 4 đến 5 lần định mức. Không được gián đoạn trong thời gian này.
2. Ngừng nạp 1 giờ cho các ngăn ắc quy ổn định. Trong thời gian này, tiến hành kiểm tra và sửa chữa các bình bị hư hỏng.
3. Nạp tiếp tục cho đến khi khí thoát mạnh ở tất cả các bình.
4. Lập lại các bước 2 và 3. Như vậy sau mỗi lần nạp và nghỉ xen kẽ 1 giờ, ắc quy sẽ được truyền thêm 1 lần dung lượng định mức. Quá trình nạp, nghỉ xen kẽ như vậy tiến hành cho đến khi truyền cho ắc quy từ  8 đến 10 lần dung lượng định mức.

Kết thúc giai đoạn nạp hình thành được xác định theo các điều kiện sau:
- Điện thế ắc-quy đạt tới 2,5 - 2,75 vôn.
- tỉ trọng chất điện phân bằng 1,205 +/- 0,005 g/cm³ ở 20 độ C và không thay đổi trong 3 đến 4 giờ.
- Bốc hơi đều trên các tấm cực dương và âm ở tất cả các bình.

Ghi chú: trước khi thực hiện chương trình này, phải lập chương trình thật cụ thể, để việc thực hiện được chính xác. Chất lượng và tuổi thọ sau này của bình phụ thuộc rất nhiều vào việc nạp hình thành ban đầu. Không được để quá nạp, vì bản cực sẽ bị sunfat hoá, làm giảm tuổi thọ của ắc quy.
Dòng điện nạp không được quá 0,1 lần dung lượng định mức. Nhiệt độ chất điện phân không được vượt quá 40 độ C. Nếu nhiệt độ vượt quá trị số này thì phải ngưng nạp để hạ nhiệt độ. Tuy nhiên, vào giai đoạn đầu khi chưa truyền cho ắc quy đủ 4 đến 5 lần dung lượng định mức không được phép ngừng nạp, mà chỉ giảm dòng nạp cho đến khi  nhiệt độ ổn định. Như vậy, thời gian nạp phải tăng lên tương ứng để để bảo đảm dung lượng nạp.
Điều chỉnh tỉ trọng và mức dung dịch chất điện phân
Cuối thời gian nạp, tỉ trọng của chất điện phân quy về 20 độ C cần phải là 1,205 +/- 0,005 g/cm³. Hệ số hiệu chỉnh tỉ trọng chất điện phân bằng - 0,001 g/cm³ cho mỗi 3  F hoặc 1,67 độ C. Sau khi nạp, ở một số bình, có thể có tỉ trọng khác biệt hẳn so với quy định. Khi thấy tỉ trọng cao hơn phải làm giảm bằng cách rút ra một lượng dung dịch chất điện phân và thay vào đó một lượng nước cất tương ứng. Sau đó tiếp tục nạp thêm 3 giờ nữa rồi kiểm tra lại. Cứ thế tiếp tục cho đến khi đạt được tỉ trọng quy định.
Khi vận hành bình thường, nếu tỉ trọng thấp hơn quy định tới 0,02 g/cm³ thì cần tiến hành nạp cân bằng. Nếu mức dung dịch cạn gần bằng mức tối thiểu, thì dùng nước cất bổ sung cho đến khi bằng mức tối đa, sau đó tiến hành nạp cân bằng để làm đồng nhất chất điện phân.
- Để hiệu chỉnh tỉ trọng chất điện phân, cần thực hiện như sau:
- Đo nhiệt độ, mức, và tỉ trọng chất điện phân.
- So sánh với nhiệt độ tiêu chuẩn và mức tiêu chuẩn.
- Cộng thêm 0,001 g/cm3 cho mỗi 3  F hoặc 1,67  C cao hơn nhiệt độ tiêu chuẩn, trừ bớt đi 0,015 g/cm³ cho mỗi 1/2 inch thấp hơn mức tiêu chuẩn để bù trừ khi bổ sung nước cất.

Thí dụ: tỉ trọng đo được ở 89  F là 1,235 g/cm3, và mực chất điện phân thấp hơn tiêu chuẩn  1/2 inch. Như vậy các hiệu chỉnh cần thiết là:
- Nhiệt độ cao hơn tiêu chuẩn là : 89 - 77 = 12  F: phải cộng thêm: 12 / 3 * 0,001 =  0,004 g/cm³ để ứng với 77  F.
- Mực chất điện phân thấp hơn 1 / 2 inch, vậy phải trừ bớt đi 0,015 g/cm³ để ứng với khi bổ sung nước cất thêm cho đủ.
- Như vậy tỉ trọng ứng với 77  F và sau khi châm thêm nước cất sẽ là:

1,235 + 0,004 - 0,015 =1,224 g/cm³.
Sau khi nạp ắc quy lần đầu xong, phải tiến hành phóng nạp tập dợt 3 lần để ắc-quy bảo đảm được dung lượng định mức. Dòng điện phóng được thực hiện theo mức 3 giờ hoặc mức 10 giờ, phóng cho đến khi điện thế mỗi bình còn 1,8 vôn.
Trong thời gian nạp hình thành và phóng nạp tập dợt, phải đo và ghi điện thế, tỉ trọng, và nhiệt độ từng ngăn một, định kỳ mỗi giờ một lần. Trong trường hợp có đột biến trên các ngăn, ( thí dụ điện thế trên các ngăn thay đổi quá nhanh), phải đo và ghi thông số thường xuyên hơn.

### Nạp hình thành ắc quy sắt kền
Đối với ắc quy sắt-kền, việc nạp hình thành cũng được nạp tương tự. Tuy nhiên, một số thông số có khác biệt rất lớn như sau:
| Thông số             | ắc-quy chì-axit                                                                          | ắc-quy sắt-kền                                                                                         |
| -------------------- | ---------------------------------------------------------------------------------------- | --- |
| Điện thế khi nạp đầy | 2,4 +/- 2,7 vôn                                                                          | 1,55 +/- 1,7 vôn                                                                                       |
| tỉ trọng khi nạp đầy | 1,20 +/- 0,010 g/cm3 ở 77 oF (25 o C), thay đổi theo dung lượng nạp và theo loại ắc-quy. | 1,20 +/- 0,010 g/cm3 ở 77o F (25 o C), gần như không thay đổi theo dung lượng nạp và theo loại ắc-quy. |
| Dòng điện nạp tối đa | 0,1 .. 0,2 x dung lượng định mức                                                         | 0,15 .. 0,2 x dung lượng định mức                                                                      |

Để hiệu chỉnh tỉ trọng chất điện phân cần thực hiện như sau:
- Đo nhiệt độ, mức, và tỉ trọng chất điện phân.
- So sánh với nhiệt độ tiêu chuẩn và mức tiêu chuẩn.
- Cộng thêm 0,001 cho mỗi 3 o F hoặc 1,67 o C cao hơn nhiệt độ tiêu chuẩn, trừ bớt đi 0,010 cho mỗi 1/2 inch thấp hơn mức tiêu chuẩn để bù trừ khi bổ sung nước cất.

Thí dụ: tỉ trọng đo được ở 89 o F là 1,235 g/cm³, và mực chất điện phân thấp hơn tiêu chuẩn  1/2 inch. Như vậy các hiệu chỉnh cần thiết là:
- Nhiệt độ cao hơn tiêu chuẩn là : 89 - 77 = 12  F: phải cộng thêm:

12 / 3 * 0,001 =  0,004 g/cm³ để ứng với 77 o F.
- Mực chất điện phân thấp hơn 1 / 2 inch, vậy phải trừ bớt đi 0,010 g/cm³ để ứng với khi bổ sung nước cất thêm cho đủ.
- Như vậy, tỉ trọng ứng với 77 o F và sau khi châm thêm nước cất sẽ là:

1,235 + 0,004 - 0,010 = 1,229 g/cm³.

### Phóng và nạp ắc quy lần sau

#### Phóng điện ắc quy
Phóng điện có thể tiến hành vào bất kỳ thời điểm nào và bất kỳ dòng điện nào nhỏ hơn trị số ghi trong bảng  chỉ dẫn của nhà chế tạo.
Khi phóng điện bằng chế độ 3 giờ hoặc dài hơn, có thể phóng liên tục cho đến khi Điện thế ở mỗi ngăn giảm xuống đến 1,8 vôn. Khi phóng với chế độ 1, 2 giờ, thì ngừng phóng khi Điện thế ở mỗi ngăn xuống đến 1,75 vôn. 
Khi phóng với dòng điện nhỏ thì không xác định việc kết thúc phóng theo Điện thế. Trong trường hợp này, việc kết thúc phóng được xác định theo tỉ trọng chất điện phân. Việc phóng được kết thúc khi tỉ trọng giảm đi từ 0,03 đến 0,06 g/cm3 so với tỉ trọng ban đầu. (Nhưng cũng không được để Điện thế mỗi ngăn giảm xuống thấp hơn 1,75 vôn.)
Đối với ắc quy sắt-kền, Điện thế báo hiệu kết thúc phóng cho mọi trường hợp là 1 Vôn.
Việc nạp ắc quy lần sau được tiến hành sau khi phóng thử dung lượng ắc quy nhưng không được quá 12 giờ tính từ lúc ngừng phóng.
Tuỳ theo phương pháp vận hành ắc quy, thiết bị nạp và thời gian cho phép nạp, phương pháp nạp, việc nạp có thể được thực hiện theo các cách như sau:
- Nạp với dòng điện không đổi.
- Nạp với dòng điện giảm dần.
- Nạp với Điện thế không đổi.
- Nạp thay đổi với Điện thế không đổi.

#### Nạp với dòng điện không đổi
Đối với ắc-quy chì
Việc nạp có thể tiến hành theo kiểu 1 bước hoặc 2 bước.
a) Nạp kiểu 1 bước:
Để dòng nạp không vượt quá 12 % của dung lượng phóng mức 10 giờ tức là 0, 12 x C(10).
b) Nạp kiểu 2 bước:
Bước 1: để dòng điện nạp bằng dòng điện định mức của thiết bị nạp, nhưng không vượt quá 0,25 x C(10). Khi Điện thế tăng lên đến 2,3  2,4 vôn thì chuyển sang bước 2.
Bước 2: để dòng điện nạp không vượt quá 0,12 C x (10). Đến cuối thời gian nạp, Điện thế ắc-quy đạt đến 2,6 2,8 vôn, tỉ trọng ắc-quy tăng lên đến 1,200 1,210 g/cm3,  giữa các bản cực ắc-quy quá trình bốc khí xảy ra mãnh liệt. Việc nạp được coi là kết thúc khi Điện thế và tỉ trọng của ắc-quy ngừng tăng lên trong khoảng 1 giờ, và các ắc-quy sau khi nghỉ nạp 1 giờ khi nạp lại sẽ sôi ngay tức thì.
Thời gian nạp đối với ắc-quy đã được phóng hoàn toàn theo kiểu nạp 1 bước với dòng 0,12 x C(10)  mất khoảng 12 giờ, còn nạp 2 bước với dòng 0,25 x C(10) và 0,12 x C(10)  mất khoảng 78 giờ. Ở các giá trị mà dòng điện nạp bé hơn thì thời gian nạp phải tăng lên tương ứng.
Đối với ắc-quy sắt-kền.
Để dòng nạp không vượt quá 15 .. 25 % của dung lượng phóng mức 10 giờ tức là 0,15 .. 0,25  x C(10).
Đến cuối thời gian nạp, Điện thế ắc-quy đạt đến 1,75.. 1,8 vôn, giữa các bản cực ắc-quy quá trình bốc khí xảy ra mãnh liệt. Việc nạp được coi là kết thúc khi Điện thế ắc-quy ngừng tăng lên trong khoảng 1 giờ và các ắc-quy sau khi nghỉ nạp 1 giờ khi nạp lại sẽ sôi ngay tức thì. 
Việc nạp khi hoàn tất thường truyền cho ắc-quy 1 dung lượng lớn hơn dung lượng định mức khoảng 25%. Nếu nạp ít quá, dung lượng của ắc-quy sẽ bị giảm, còn dư nhiều quá sẽ làm nóng dàn bình, và làm hao nước.

#### Nạp với dòng điện giảm dần
Tiến hành nạp giống như phần trên, nhưng với dòng điện giảm dần, ban đầu 0,25 C(10) và sau đó 0,12 C(10). Ở giá trị dòng nạp nhỏ: thời gian tương ứng được tăng lên. Dấu hiệu kết thúc nạp cũng giống như trưòng hợp nạp với dòng điện không đổi.

#### Nạp với Điện thế không đổi
Nạp với Điện thế không đổi được tiến hành với thiết bị nạp làm việc ở chế độ ổn áp.
Điện thế được chọn trong giới hạn từ 2,2  2,35 vôn đối với ắc-quy chì-axit và 1,5  1,55 vôn đối với ắc-quy sắt-kền và được duy trì ổn định trong suốt quá trình nạp. Thời gian nạp độ vài ngày đêm. Trong 10 giờ nạp đầu tiên, ắc-quy có thể nhận được tới 80% dung lượng bị mất khi phóng.
Khi tỉ trọng chất điện phân giữ nguyên trong 10 giờ (đối với ắc-quy chì-axit) thì có thể kết thúc việc nạp.

#### Nạp thay đổi với Điện thế không đổi
Việc nạp được tiến hành theo 2 bước:
Bước 1: dòng điện nạp được hạn chế ở 0,25 x C(10), còn Điện thế thay đổi tăng tự do. Cho đến khi Điện thế ắc-quy tăng lên đến 2,2 2,35 vôn đối với ắc-quy chì-axit và 1,5 1,55 vôn đối với ắc-quy sắt-kền thì chuyển sang bước 2.
Bước 2: Nạp với Điện thế không đổi.
Việc nạp này được tự động hoá bằng thiết bị nạp có ổn định Điện thế và giới hạn dòng điện

## Các chế độ vận hành

### Chế độ nạp thường xuyên
Đối với các loại bình ắc-quy tĩnh, việc vận hành ắc-quy được tiến hành theo chế độ phụ nạp thường xuyên. ắc-quy được đấu vào thanh cái một chiều song song với thiết bị nạp. Nhờ vậy, tuổi thọ và độ tin cậy của ắc-quy tăng lên, và chi phí bảo  dưỡng cũng được giảm xuống.
Để bảo đảm chất lượng ắc-quy, trước khi đưa vào chế độ phụ nạp thường xuyên phải phóng nạp tập dượt 4 lần. Trong quá trình vận hành ắc-quy ở chế độ phụ nạp thường xuyên, ắc-quy không cần phóng nạp tập dượt cũng như nạp lại. Trường hợp sau một thời gian dài làm việc ở chế độ phụ nạp thường xuyên mà thấy chất lượng ắc-quy bị giảm thì phải thực hiện việc phóng nạp đột xuất.
Ở chế độ phụ nạp thường xuyên, cần duy trì Điện thế trên mỗi bình ắc-quy là 2,2 +/- 0,05 vôn đối với ắc-quy chì-axit và 1,5 +/- 0,05 vôn đối với ắc-quy sắt-kền để bù trừ sự tự phóng  và duy  trì ắc-quy ở trạng thái luôn được nạp đầy. 
Dòng điện phụ nạp thông thường được duy trì bằng 50 .. 100 mA cho mỗi 100 AH dung lượng đối với ắc-quy chì-axit và bằng 40 .. 60 mA cho mỗi 100 AH dung lượng đối với ắc-quy sắt-kền.
Ở chế độ phụ nạp này, Điện thế trên ắc-quy phải được duy trì tự động trong khoảng +/- 2 %.
Việc phóng thử dung lượng thực tế của ắc-quy được tiến hành 1.. 2 năm 1 lần hoặc khi có nghi ngờ dung lượng ắc-quy kém. Dòng điện phóng được giới hạn ở chế độ mức 3 đến 10 giờ. Để đánh giá chính xác dung lượng phóng của ắc-quy, nên tiến hành ở cùng 1 chế độ phóng như nhau trong nhiều lần phóng.
Dung lượng quy đổi được tính theo công thức:
C20 = Ct / 1 + ( 0,008 ( t - 20 ) )
Với C20 : dung lượng ở 20 o C.
Ct : dung lượng ở t o C.

### Chế độ phóng nạp xen kẽ
ắc-quy làm việc ở chế độ nạp phóng là ắc-quy thường xuyên phóng vào 1 phụ tải nào đó sau khi đã ngưng nạp. Sau khi đã phóng đến 1 giá trị nào đó thì phải nạp trở lại.
Trường hợp sử dụng ắc-quy không nhiều thì mỗi tháng phải tiến hành phụ nạp với dòng điện không đổi, = 0,1 x C(10). Việc xác định tiến trình nạp được kết thúc dựa theo các điều ghi ở chương 3.
Việc nạp lại nhằm loại trừ việc Sun - phát hóa ở các bản cực. Việc nạp lại tến hành 3 tháng một lần, hoặc khi ắc-quy bị phóng với một dòng phóng lớn hơn dòng phóng cho phép.

## Điều chế chất điện phân
A - xít để điều chế chất điện phân phải bảo đảm các tiêu chuẩn kỹ thuật. Hàm lượng các tạp chất trong A - xít không được quá các trị số ghi trong bảng sau:
| Điều kiện kỹ thuật              | H2SO4 đậm đặc, mới Loại A | H2SO4 đậm đặc, mới Loại B | Chất điện phân mới | Chất điện phân trong vận hành | Nước cất pha chất điện phân |
| ------------------------------- | ------------------------- | ------------------------- | ------------------ | ----------------------------- | --------------------------- |
| Dạng bên ngoài                  | Trong suốt                | Trong suốt                | Trong suốt         | Trong suốt                    | Trong suốt                  |
| tỉ trọng ở 20 oC(g/cm3 )        | 1,83-->1.833              | 1,83-->1.833              | 1,18               | 1,18-->1,21                   |                             |
| Hàm lượng H2SO4 (%)             | 92-->94                   | 92-->94                   | 24,8               | 24,6-->28,4                   |                             |
| Hàm lượng cặn bã không bay hơi. | 0,03                      | 0,05                      | 0,05               | 0,01                          |                             |
| Hàm lượng sắt (Fe).             | 0,006                     | 0,012                     | 0,004              | 0,008                         | 0,0005                      |
| Hàm lượng A sen (As).           | 0,00005                   | 0,0001                    | 0,0001             |                               |                             |
| Hàm lượng clo (Cl)              | 0,0005                    | 0,0005                    | 0,0005             |                               | 0,00005                     |
| Hàm lượng Ni trát (NO3)         | 0,0005                    | 0,0001                    | 0,0001             |                               | 0,0001                      |
| Hàm lượng Măng gan (Mn)         | 0,0005                    | 0,0001                    | 0,0001             |                               | 0,00006                     |

## So sánh các loại pin sạc
| Kiểu                     | Miêu tả | Thành phần                                                                        | Mật độ năng lượng (MJ/kg) | Áp dụng | Tình trạng phát triển          |
| ------------------------ | --- | --------------------------------------------------------------------------------- | ------------------------- | --- | ------------------------------ |
| Pin Nickel-sắt           | Với điện áp chỉ định của một cell là 1.2V, là một loại pin rất mạnh và chịu được các lạm dụng, (sạc quá cao, sử dụng quá nhiều, ngắn mạch và chấn động nhiệt) và có thể có tuổi thọ cao mặc cho bị lạm dụng. Thường được sử dụng trong các tình huống dự phòng nơi nó có thể được sạc liên tục và có thể bền đến 20 năm. Giới hạn của nó: mật độ năng lượng thấp, khả năng trữ điện kém, và hoạt động kém trong điều kiện nhiệt độ thấp, và giá sản xuất cao so với pin acid chì dẫn đến sự giảm sút trong việc sử dụng cùng với có tỉ số năng lượng - trọng lượng thấp nhất.                                       | cathode: Nickel(III) oxide-hydroxide anode: iron electrolyte: potassium hydroxide |                           | | Sản xuất từ 1903               |
| Pin acid - chì           | Pin acid chì ướt: (Bình ac-quy) Ưu điểm chính của hóa chất này là giá thành thấp - một pin lớn (ví dụ 70 Ah) là tương đối rẻ khi so sánh với các hóa chất khác. Tuy nhiên, pin hóa chất này có mật độ năng lượng thấp hơn các loại pin hóa chất khác hiện hành. |                                                                                   | 0.11                      | Xe hơi, hệ thống báo động và các nguồn điện không bị ngắt                                                          | Phát minh năm 1859             |
| Pin acid - chì           | Pin Gel: Một kiểu pin VRLA. Không giống như pin ướt chì - acid truyền thống, những cell của pin gel được điều khiển bằng van. | gelified electrolyte                                                              |                           | Trong xe hơi, tàu thủy, máy bay, và các loại phương tiện có động cơ khác                                           |                                |
| Pin acid - chì           | Thủy tinh hấp thụ: Một kiểu pin VRLA. Những tấm trong một pin AGM có thể phẳng như là các cell ướt trong pin chì - acid, hay chúng được cuốn lại theo hình xoắn ốc. Trong loại AGM hình trụ, những tấm mỏng và được cuộn lại, như trong hầu hết các loại cell có thể sạc lại được, theo hình xoắn ốc và chúng đôi khi được gọi là các tấm xoắn ốc. | electrolyte được hấp thụ vào một tấm bằng sợi thủy tinh                           |                           | |                                |
| Pin Nickel cadmium       | Loại hóa chất này cho một đời sống tính theo số chu kì nạp xả dài nhất (trên 1500 chu kì), nhưng có mật độ năng lượng thấp so với một số hóa chất khác. Các loại pin sử dụng các kỹ thuật cũ hơn chịu hiệu ứng nhớ, nhưng điều này đã được giảm nhiều trong các loại pin hiện đại. Cadmium độc cho hầu hết các dạng sống, đem lại những mối quan tâm về môi trường. | anode: cadmium cathode: nickel                                                    |                           | Sử dụng trong nhiều đồ điện gia dụng, nhưng bị lấn chỗ bởi các kiểu Li-ion và Ni-MH                                | Sản xuất hàng loạt từ năm 1946 |
| Pin Nickel metal hydride | Giống như pin nickel-cadmium (NiCd) như có một hợp kim hấp thụ hydride cho anode thay vì cadmium; do đó, nó ít độc hại hơn đối với môi trường. Một pin NiMH có thể có dung lượng hai đến ba lần so với một pin NiCd cùng kích thước và hiệu ứng nhớ không lớn lắm. Tuy vậy, so với hóa chất lithium ion, mật độ năng lượng tính theo thể tích thấp hơn và khả năng tự xả là cao hơn. | anode: hợp kim hấp thu cathode: nickel                                            | 0.22                      | các loại xe hybrid như Toyota Prius và các đồ điện dân dụng                                                        | sản xuất từ năm 1983           |
| Pin Lithium ion          | Một loại pin hóa học tương đối mới cho một mật độ nạp rất cao (nghĩa là một pin nhẹ có thể trữ được rất nhiều năng lượng) và không bị chịu bất cứ hiệu ứng nhớ nào. |                                                                                   | 0.54 to 0.72              | Laptops, các điện thoại - máy ảnh, một số MP3 players có thể sạc lại được và hầu hết các thiết bị số xách tay khác | Sản xuất khoảng 1990           |
| Pin Lithium ion polymer  | Có các tính chất giống như lithium-ion, nhưng có mật độ sạc thấp hơn một chút và tỉ lệ phân hủy theo chu kì lớn hơn. |                                                                                   |                           | Các cell siêu mỏng (dày 1 mm) cho các loại PDA mới nhất                                                            | Sản xuất từ 1996               |
| Pin NaS                  | Có mật độ năng lượng cao, hiệu quả sạc/xả cao (89—92%), chu kì đời sống dài, và được làm từ các vật liệu không đắt tiền, không độc. Tuy nhiên, nhiệt độ vận hành 300 đến 350 °C và bản chất ăn mòn cao của sodium làm nó chỉ thích hợp cho các ứng dụng lớn không di động. |                                                                                   |                           | Một ứnd dụng được đề nghị là các bình trữ điện mạng lưới điện                                                      |                                |
| Pin Nickel-kẽm           | Là một loại pin sạc lại thường được sử dụng trong các xe nhẹ chạy bằng điện. Pin này vẫn chưa được thấy phổ biến trên thị trường, nhưng chúng được xem là những pin của thế hệ kế tiếp sử dụng cho những ứng dụng có nhu cầu cao, mà được xem là sẽ thay thế pin chì - acid bởi tỉ số năng lượng/trọng lượng và công suất/trọng lượng (đến 75% nhẹ hơn với cùng công suất), và tương đối rẻ hơn so với pin nickel-cadmium (giá mong đợi là giữa NiCd và chì-acid, nhưng với độ tích trữ năng lượng gấp đôi). |                                                                                   |                           | |                                |
| Pin muối nấu chảy        | Loại pin điện ở nhiệt độ cao có thể cung cấp cả mật độ năng lượng cao thông qua việc lựa chọn cặp hóa chất phản ứng thích hợp cũng như là mật độ công suất cao thông qua độ dẫn điện cao của các chất muối điện phân nấu chảy. Chúng được sử dụng trong các ứng dụng khi mật độ năng lượng cao và mật độ công suất cao được đòi hỏi. Những đặc điểm này làm pin muối nấu chảy có nhiều triển vọng được sử dụng trong các xe hơi chạy bằng điện. Vận hành ở nhiệt độ 400 đến 700°C tuy vậy đã đem lại các vấn đề về quản lý nhiệt độ và độ an toàn và đặt ra nhiều yêu cầu gắt gao cho các cấu phần còn lại của pin. | chất điện phân bằng muối nấu chảy                                                 |                           | |                                |
| Pin siêu sắt             | Một loại pin mới có thể sạc lại. "Siêu-sắt" là một moniker cho một loại muối sắt đặc biệt (iron(VI)): potassium ferrate hay barium ferrate, được sử dụng trong loại pin mới này. Cho đến năm 2004, nhà hóa học Stuart Licht tại Đại học Massachusetts ở Boston đang dẫn đầu về việc nghiên cứu về loại pin siêu-sắt. |                                                                                   |                           | | Đang nghiên cứu                |
| Pin kẽm bromide          | Là một loại pin nhiên liệu lỏng hybrid. Một dung dịch kẽm zinc bromide được tích trữ trong hai bình chứa. Khi pin được nạp hay xả dung dịch (chất điện phân) được bơm thông qua một lò phản ứng trở lại vào hai bình. Một bình được sử dụng để chứa chất điện phân cho phản ứng ở điện cực dương và bình kia cho điện cực âm. | chất điện phân zinc bromide                                                       |                           | |                                |